# Stardust (альбом Вилли Нельсона)
Stardust (с англ. — «Звёздная пыль»; дословно — «Романтика») — двадцать второй студийный альбом американского певца и музыканта Вилли Нельсона, выпущенный в апреле 1978 года на лейбле Columbia. Пластинка состоит из кавер-версий десяти песен в стиле традиционной поп-музыки. Поскольку музыкант хорошо зарекомендовал себя как представитель «вольного» кантри, его решение записать каверы достаточно известных композиций показалось руководству Columbia спорным. Работа над Sturdust длилась около десяти дней первой половины декабря 1977 года. Для обработки трека «Moonlight in Vermont» Нельсон пригласил своего тогдашнего соседа в Малибу, продюсера Букера Т. Джонса. Под впечатлением от работы с ним музыкант попросил Джонса спродюсировать оставшуюся часть альбома.
После выпуска в апреле 1978 года, Stardust получил высокие отзывы критиков и добился коммерческого успеха. Лонгплей возглавил чарты Billboard Top Country Albums и RPM’s Country Albums, а также добрался до двадцать восьмой и тридцатой строчек RPM’s Top Albums и Billboard 200 соответственно. В 1979 году Нельсон получил премию «Грэмми» в категории «Лучшее мужское вокальное кантри-исполнение» за композицию «Georgia on My Mind». В 2003 году Stardust занял 260-е место в списке 500 величайших альбомов всех времён по версии журнала Rolling Stone. Годом ранее пластинка была отмечена пятой платиновой сертификацией за продажи на территории Соединённых Штатов. По решению Национальной академии искусства и науки звукозаписи альбом был включён в «Зал славы Грэмми», торжественная церемония состоялась в 2015 году.

## Запись и выпуск
Альбом Red Headed Stranger (1975) пользовался успехом как у слушателей, так и критиков, а сам Нельсон стал одним из самых признанных исполнителей музыки кантри своего времени. Через год музыкант повторил свой успех, выпустив сборник Wanted! The Outlaws (при участии Уэйлона Дженнингса, Джесси Колтер и Томполла Глейсера), ставший первым платиновым в своём жанре альбомом в Соединённых Штатах.
В 1977 году Нельсон решил записать коллекцию песен в стиле американской традиционной поп-музыки. В то время музыкант жил в том же районе Малибу, что и продюсер Букер Т. Джонс. Однажды они познакомились и сдружились, и Нельсон попросил Джонса обработать записанную им «Moonlight in Vermont». Удовлетворённый результатом, музыкант предложил ему спродюсировать оставшуюся часть «шлягеров», на что Джонс согласился. Тогда Нельсон выбрал десять любимых поп-песен своего детства, включая «Stardust», и Джонс продолжил работу. У музыканта и его сестры Бобби имелась партитура «Stardust», которую Нельсон пытался исполнить под гитару, однако его не устраивала подобная аранжировка. Музыкант обратился к Джонсу, и тот адаптировал композицию для альбома, в результате чего «Stardust» была включена в его список композиций.

### Коммерческий успех и признание

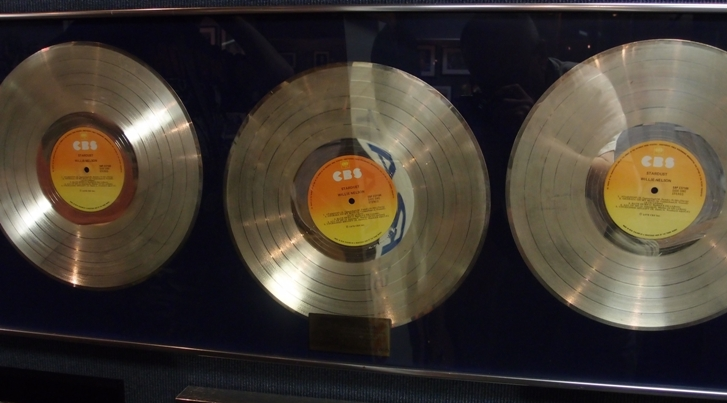
Три платиновых диска — сертификация Stardust на территории Новой Зеландии.

Руководители лейбла Columbia не были убеждены, что Stardust будет хорошо продаваться, так как пластинка отличалась от предыдущих успешных аутлоу-кантри-работ Нельсона. И тем не менее, после выхода Stardust в апреле 1978 года, лонгплей возглавил чарт Billboard Top Country Albums, а также занял тридцатую позицию в Billboard 200. Композиции «Blue Skies» и «All of Me» добрались до верхней и третьей строчек чарта Hot Country Songs соответственно. Спустя несколько месяц, альбом был отмечен золотой сертификацией RIAA. Впоследствии Stardust был сертифицирован как платиновый (декабрь 1978), трижды и четырежды мультиплатиновый (октябрь 1984 и январь 1990 соответственно); в апреле 2002 года лонгплей перешёл отметку в пять миллионов проданных копий на территории Соединённых Штатов и был отмечен пятой платиной. В чартах Канады Stardust также был успешен — он возглавил RPM’s Country Albums и добрался до двадцать восьмой строчки RPM’s Top Albums.
К концу 1978 года Нельсон стал самым высокооплачиваемым исполнителем в Соединённых Штатах. Через несколько месяцев музыкант был награждён премией «Грэмми» в категории «Лучшее мужское вокальное кантри-исполнение» за композицию «Georgia on My Mind». В то же время, «September Song» достигла пятнадцатой позиции в Billboard’s Hot Country Singles. В Billboard 200 пластинка находилась в течение двух лет: с момента выпуска и до 1980 года. Общее количество недель, проведённых Stardust в Top Country Album — 540 (десять лет). В 1980 году пластинка возглавила чарт Новой Зеландии и дебютировала на пятой строчке в австралийском ARIA Charts.
В 2003 году Stardust занял 257-е место в списке 500 величайших альбомов всех времён по версии журнала Rolling Stone, но в течение нескольких лет лонгплей сместился на три позиции ниже и занял 260-ю строчку. В 2015 году, по решению Национальной академии искусства и науки звукозаписи Соединённых Штатов, альбом был включён в «Зал славы Грэмми». На 30-й юбилей лейбл Columbia выпустил переиздание Stardust — 30th Anniversary Legacy Edition, состоящее из 16 треков с других альбомов Нельсона. В честь 35-й годовщины Stardust было объявлено о двух концертах Нельсона 9 и 10 августа 2013 года в Голливуд-боул, Лос-Анджелес — музыкант исполнил все треки пластинки в сопровождении оркестра под руководством дирижёра Дэвида Кэмблла.

## Отзывы критиков

### Современники
| Оценки критиков  | Оценки критиков |
| Источник         | Оценка          |
| ---------------- | --------------- |
| Rolling Stone    | (положительная) |
| Billboard        | (положительная) |
| Texas Monthly    | (положительная) |
| New Times        | (положительная) |
| Orange Coast     | (положительная) |
| Роберт Кристгау  | A-              |
| AllMusic         | [ 9 ]           |
| Pitchfork        | 9.3/10          |
| The Zagat Survey | [ 11 ]          |

Stardust получил положительные отзывы от музыкальной прессы как и одновременно с его релизом в 1978 году, так и с выходом различных переизданий. Рецензент Ариэль Свартли из издания Rolling Stone похвалила альбом: «Вопреки всей безупречной изысканности записанного [Нельсоном] материала, Stardust так же прост, как и танец Легиона. Звучащие в каждых холлах и лифтах, эти мелодии уже успели стать частью фолка пригородной Америки. И именно в таком ключе Нельсон их исполняет — просто и в свободной манере, со всей живостью джамп-бэнда и любовью рассказчика к отличным историям. Этими песнями он [Нельсон] показывает навыки подмастерья музыкального дела — отполированные постоянным использованием — и, когда он использует их в такой манере, песни в определённом смысле похожи на произведения искусства. Вилли Нельсон может признавать свой долг и долг музыки кантри перед Бродвеем и Тин Пэн Элли, но кроме того, этим он показывает почтенным музыкальным институтам всю самобытность кантри».
Обозреватель журнала Billboard поставил пластинке положительную оценку: «Крайне редкое ныне сотрудничество между исполнителем и продюсером (в данном случае это Букер Т. Джонс) было движущей силой группы Booker T. & the M.G.’s пару лет назад. И это сотрудничество себя оправдало. <…> [Нельсон] правильно использует свой особый и мягкий стиль исполнения, интерпретируя несколько поп-шлягеров и кантри-песен. Весь [записанный им] материал подходит к спокойному стилю Нельсона, он аккомпанирует себе гитарой, ударными, клавишными, басом и гармоникой». Редакторы издания Texas Monthly, отметив отличия Stardust и предыдущих работ Нельсона, благосклонно отнеслись к пластинке: "Stardust объединяет совершенную композицию "

### Ретроспектива
В 2022 году альбом был назван одним из лучших кантри-альбомов в истории и занял 39-е место в списке The 100 Greatest Country Albums of All Time журнала «Rolling Stone».

## Список композиций
| №                   | Название             | Автор(ы)                      | Длительность |
| ------------------- | -------------------- | ----------------------------- | ------------ |
| 1.                  | «Stardust»           | Хоги Кармайкл Mitchell Parish | 3:53         |
| 2.                  | «Georgia on My Mind» | Carmichael Stuart Gorrell     | 4:20         |
| 3.                  | «Blue Skies»         | Ирвинг Берлин                 | 3:34         |
| 4.                  | «All of Me»          | Seymour Simons Gerald Marks   | 3:54         |
| 5.                  | «Unchained Melody»   | Алекс Норт Hy Zaret           | 3:50         |
| Общая длительность: | Общая длительность:  | Общая длительность:           | 19:31        |

| №                   | Название                          | Автор(ы)                      | Длительность |
| ------------------- | --------------------------------- | ----------------------------- | ------------ |
| 1.                  | «September Song»                  | Kurt Weill Максвелл Андерсон  | 4:35         |
| 2.                  | «On the Sunny Side of the Street» | Jimmy McHugh Дороти Филдс     | 2:36         |
| 3.                  | «Moonlight in Vermont»            | Karl Suessdorf John Blackburn | 3:25         |
| 4.                  | «Don’t Get Around Much Anymore»   | Дюк Эллингтон Bob Russell     | 2:33         |
| 5.                  | «Someone to Watch Over Me»        | Джордж Гершвин Айра Гершвин   | 4:03         |
| Общая длительность: | Общая длительность:               | Общая длительность:           | 17:12        |

### Переиздания
| №   | Название                | Автор(ы)                 | Длительность |
| --- | ----------------------- | ------------------------ | ------------ |
| 11. | «Scarlet Ribbons»       | Evelyn Danzig Jack Segal | 4:30         |
| 12. | «I Can See Clearly Now» | Johnny Nash              | 4:18         |

| №   | Название                                                                                   | Автор(ы)                                | Длительность |
| --- | ------------------------------------------------------------------------------------------ | --------------------------------------- | ------------ |
| 1.  | «What a Wonderful World» (из What a Wonderful World, 1988)                                 | Джордж Дэвид Вайс Bob Thiele            | 2:16         |
| 2.  | «Basin Street Blues» (из The Promiseland, 1986)                                            | Spencer Williams                        | 4:13         |
| 3.  | «I’m Confessin' (That I Love You)» (из Somewhere Over the Rainbow, 1981)                   | Doc Dougherty Ellis Reynolds A. Neiburg | 3:34         |
| 4.  | «I’m Gonna Sit Right Down and Write Myself a Letter» (из Somewhere Over the Rainbow, 1981) | Fred E. Ahlert Joe Young                | 3:01         |
| 5.  | «The Gypsy» (из Angel Eyes, 1984)                                                          | Billy Reid                              | 4:29         |
| 6.  | «Mona Lisa» (из Somewhere Over the Rainbow, 1981)                                          | Jay Livingston Рэй Эванс                | 2:34         |
| 7.  | «Ac-Cent-Tchu-Ate the Positive» (из What a Wonderful World, 1988)                          | Джонни Мерсер Гарольд Арлен             | 2:04         |
| 8.  | «Ole Buttermilk Sky» (из What a Wonderful World, 1988)                                     | Carmichael Jack Brooks                  | 2:50         |
| 9.  | «That Lucky Old Sun» (из The Sound in Your Mind, 1976)                                     | Хейвен Гиллеспи Beasley Smith           | 2:24         |
| 10. | «Little Things Mean a Lot» (из Born for Trouble, 1990)                                     | Edith Lindeman Carl Stutz               | 3:36         |
| 11. | «Cry» (из City of New Orleans, 1984)                                                       | Churchill Kohlman                       | 3:48         |
| 12. | «You’ll Never Know» (из Without a Song, 1983)                                              | Мак Гордон Harry Warren                 | 4:10         |
| 13. | «Tenderly» (из One for the Road, 1979)                                                     | Jack Lawrence Walter Lloyd Gross        | 4:01         |
| 14. | «Stormy Weather» (из One for the Road, 1979)                                               | Arlen Ted Koehler                       | 2:25         |
| 15. | «One for My Baby (and One More for the Road)» (из One for the Road, 1979)                  | Arlen Johnny Mercer                     | 2:36         |
| 16. | «Angel Eyes» (из Angel Eyes, 1984)                                                         | Earl Brent Matt Dennis                  | 4:50         |

## Участники записи
Данные адаптированы из буклета Stardust.
- Вилли Нельсон — вокал, гитара
- Бобби Нельсон[англ.] — клавишные
- Букер Т. Джонс — орган, клавишные, продюсирование, аранжировки
- Пол Инглиш[англ.] — ударные
- Рекс Людвик — ударные
- Джоди Пейн[англ.] — гитара
- Би Спирс — бас
- Крис Этеридж[англ.] — бас
- Мики Рафаэль[англ.] — гармоника

## Комментарии
1. ↑  Джамп-бэнд (англ. Jump band) — большой музыкальный ансамбль, исполняющий быстрый свинг с четко акцентированным ритмом[12].